# Aeroporto di Jamburg
L'aeroporto di Jamburg (in russo Аэропорт Ямбург) è un aeroporto situato vicino a Jamburg, la città più a nord del Circondario autonomo Jamalo-Nenec, nella parte settentrionale dell'Oblast' di Tjumen', in Russia.
Le condizioni climatiche nella regione presentano temperature che oscillano tra i -50 C e i +30 C.
È uno degli scali aeroportuali civili più a nord della Russia ed è aperto per i voli charter, di linea e VIP.

## Dati tecnici
L'aeroporto di Jamburg è dotato di una pista attiva.
La lunghezza della pista attiva è di 2,430 m x 42 m. La pista dell'aeroporto è dotata del sistema PAPI.
L'aeroporto è equipaggiato per la manutenzione, l'atterraggio/decollo degli aerei Tupolev Tu-134, Tupolev Tu-154, Ilyushin Il-76, Antonov An-74, Yakovlev Yak-40, Yakovlev Yak-42, degli elicotteri Mil Mi-8, Mil Mi-26 ed altri tipi.

## Terminal
Il Terminal Passeggeri dell'Aeroporto di Jamburg occupa un'area di 500 metri quadri con la capacità di transito 40 passeggeri/ora.

## Destinazioni nazionali
- Russia (Belgorod, Ekaterinburg-Kol'covo, Mosca-Ostaf'evo, Mosca-Vnukovo,  Krasnodar-Paškovskij, Nadym, Tjumen'-Roščino, Salechard)

## Destinazioni charter
- Europa (Germania, Finlandia, Turchia)
- Asia (Kazakistan, Uzbekistan)